# La Chapelle-d'Abondance
La Chapelle-d'Abondance  là một xã trong tỉnh Haute-Savoie thuộc vùng Auvergne-Rhône-Alpes đông nam Pháp.